# Kostniakochrzęstniak
Kostniakochrzęstniak (ang., łac. osteochondroma, osteocartilaginous exostosis) – najczęstszy, niezłośliwy guz kości, stanowiący 20–50% przypadków ich łagodnych nowotworów, oraz 10–15% ich wszystkich nowotworów. Kostniakochrzęstniaki powstają najczęściej w kościach długich – w okolicach kolana, barku, bliższej części kości piszczelowej i dalszej części kości udowej, rzadziej w kościach płaskich – łopatce, czy miednicy u młodych dorosłych w wieku 20–30 lat, nieco częściej u mężczyzn niż u kobiet (stosunek wynosi 1,5:1). Dokładne przyczyny kostniakochrzęstniakiów pojedycznych nie są znane. Kostniakochrzęstniaki mnogie to schorzenie dziedziczne – naukowcy podejrzewają, że może być ono związane z genem EXT 1 i EXT 2, wpływających na metabolizm siarczanu heparanu, choć nie jest jasne, dlaczego wada w nich miałaby powodować nowotwór. W około 5–10% przypadków na podłożu kostniakochrzęstniaków rozwijają się chrzęstniakomięsaki (chondrosarcomy).

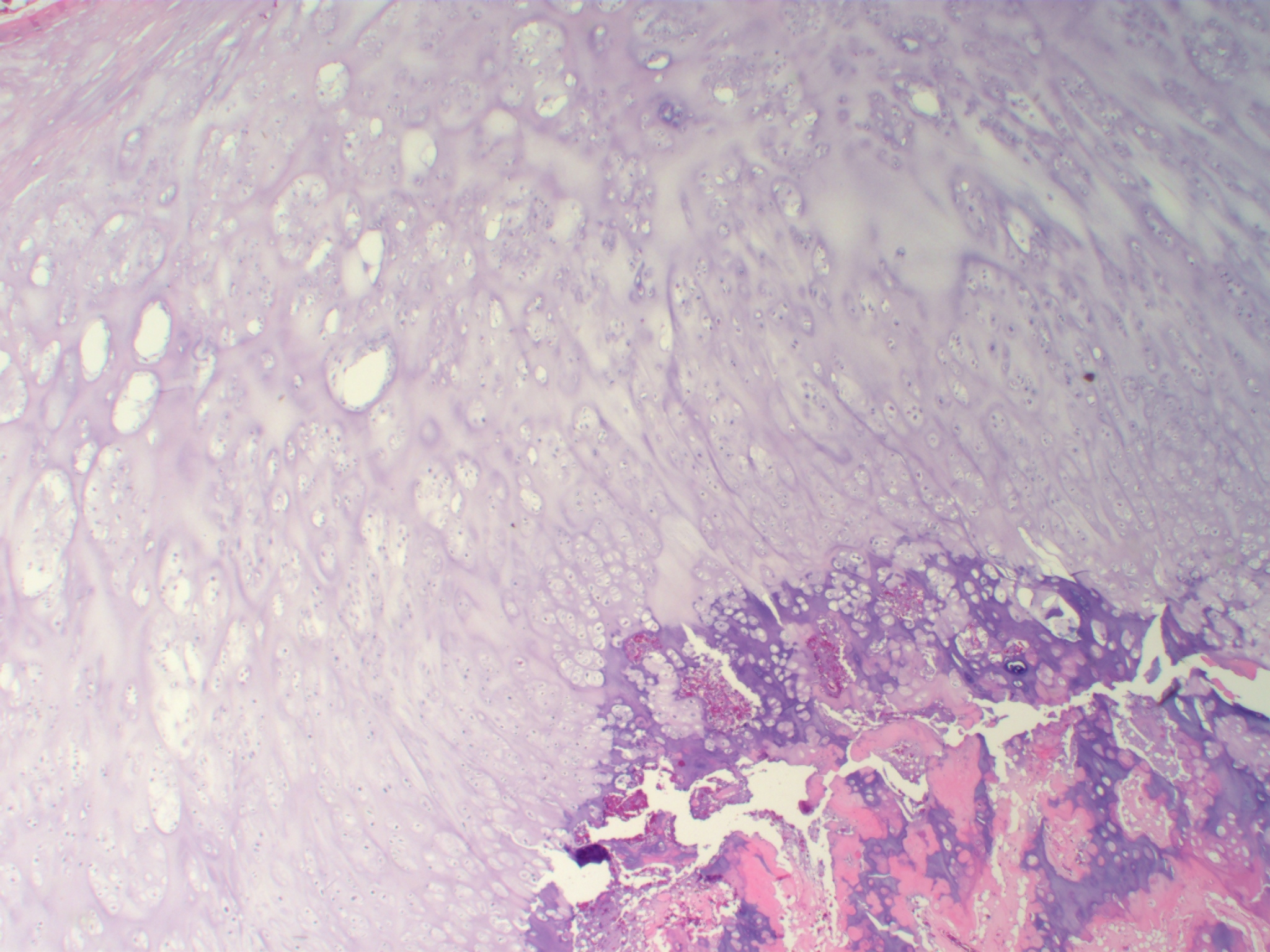
Kostniakochrzęstniak

## Objawy

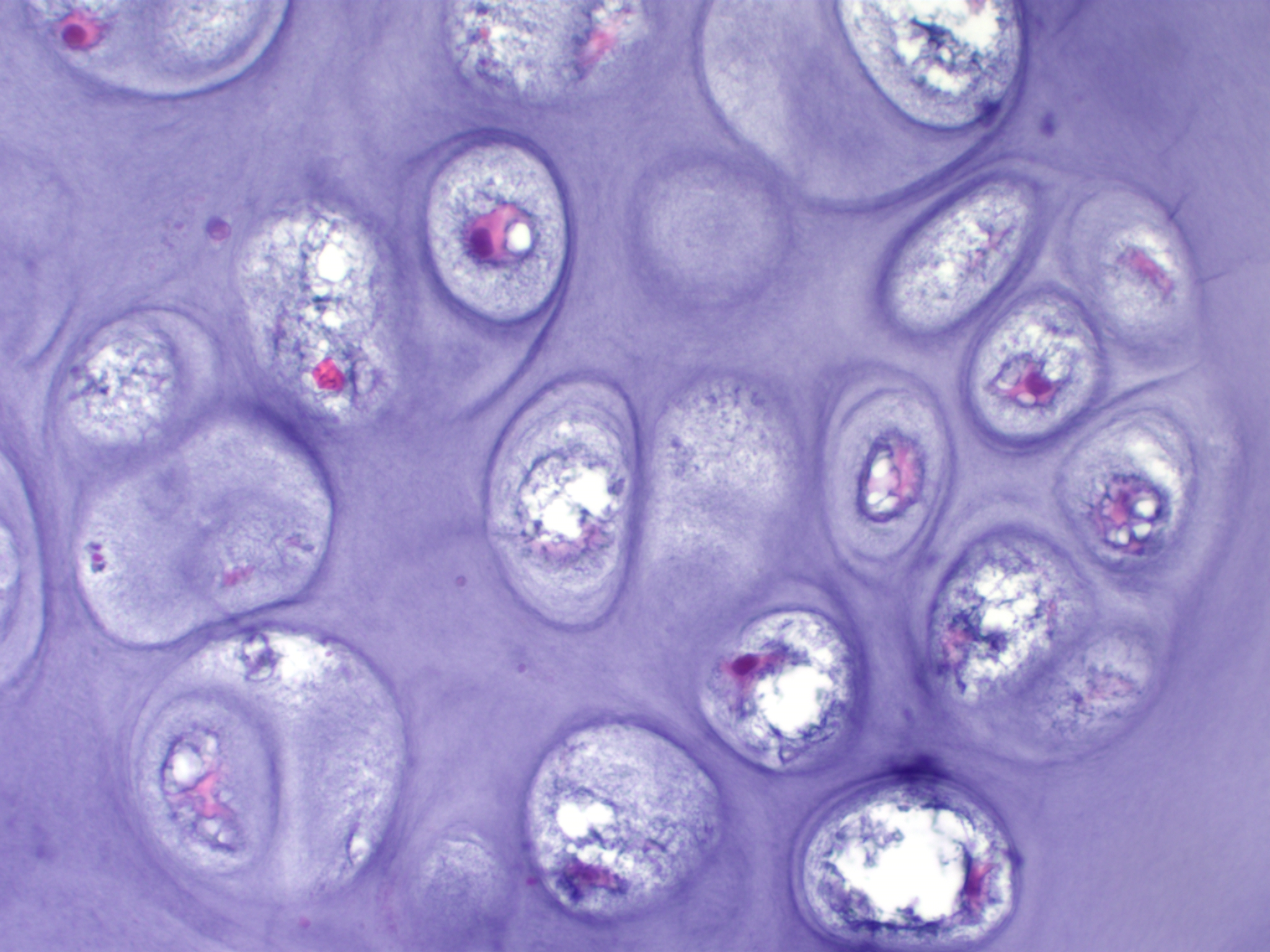
Osteochondroma

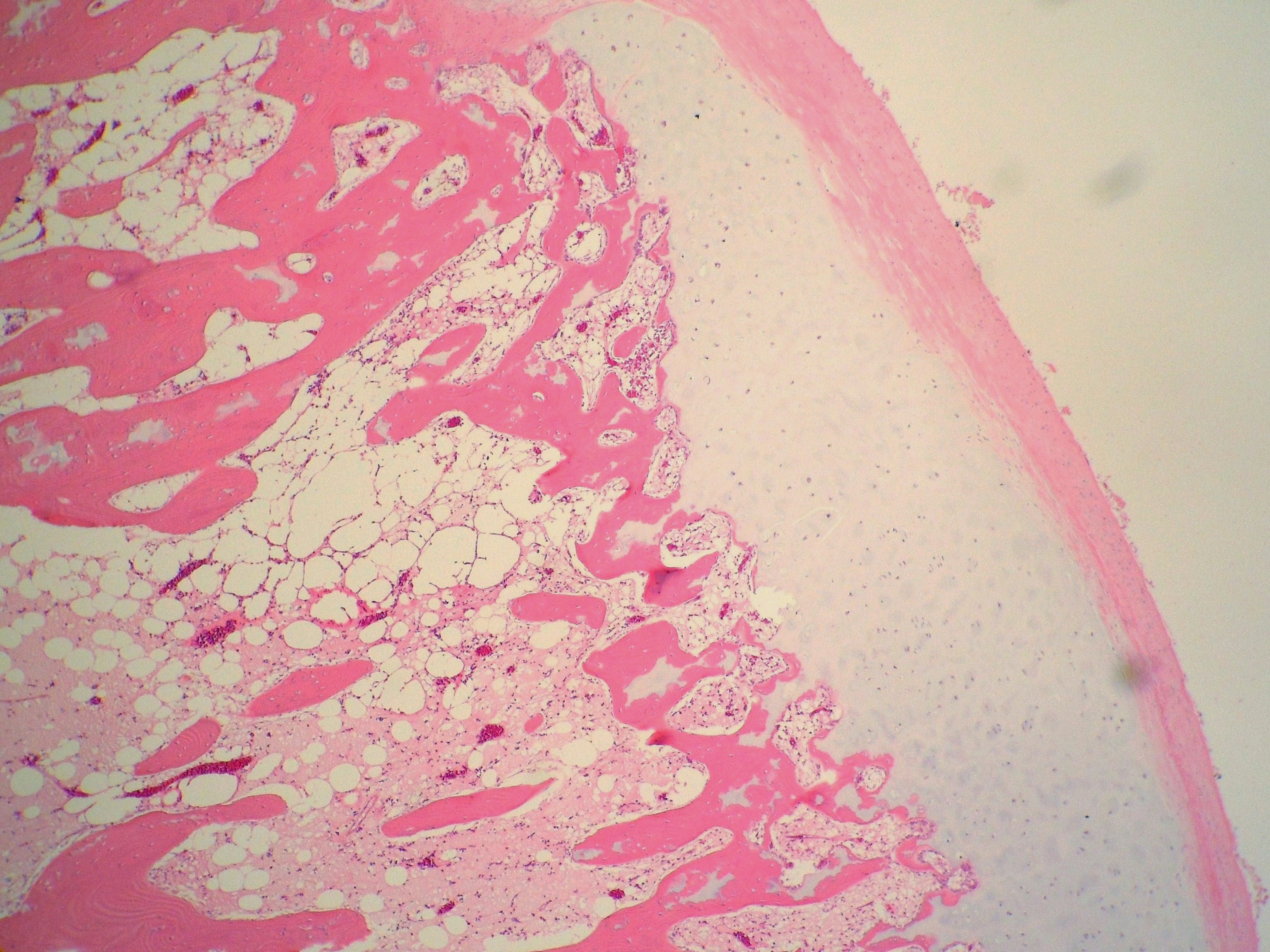
Osteocartilaginous exostosis

Kostniakochrzęstniaki często postępują bezobjawowo, chociaż mogą wywoływać ból, kiedy woreczek z płynem pokrywający nowotwór zostaje podrażniony lub kiedy ten drażni pobliskie ścięgna podczas ruchu stawów. Czasem występuje także dyskomfort związany z guzem naciskającym na nerwy, lub naczynia krwionośne, co powoduje uczucie mrowienia, drętwienia i – rzadko – zmiany w przepływie krwi (np. niedokrwienie lub okresowe utraty tętna). W niektórych przypadkach uraz jest w stanie spowodować pęknięcie szypułki guza, wywołując opuchliznę w miejscu w którym ten się rozwija. Kostniakochrzęstniaki – w zależności od ich lokalizacji – mogą powodować również: silne deformacje, złamania i zaburzenia ruchliwości. Do symptomów osteochondromy należy też zaniżony wzrost, asymetria kończyn i osłabienie.

## Diagnostyka
Kostniakochrzęstniaki zazwyczaj nie powodują żadnego dyskomfortu, często odkrywane są przez przypadek, gdy wykonywane jest prześwietlenie w celu diagnozy zupełnie innej dolegliwości, np. złamania. W kierunku diagnostyki osteochondromy może zostać wykonana także biopsja (niezawsze wymagana), tomografia, czy rezonans magnetyczny.

## Leczenie

### Produkty lecznicze
Leki nie istnieją.

### Operacja
Większość kostniakochrzęstniaków u nastolatków i dzieci – jeśli nie wpływa negatywnie na komfort życia – nie jest usuwana chirurgicznie aż płytka wzrostu się nie zamknie, co niweluje ryzyko jej uszkodzenia. Tylko w ciężkich przypadkach operację można wykonać wcześniej. Jeśli też chodzi o pojedyncze guzy, ta zazwyczaj nie jest potrzebna. Nowotwory zazwyczaj przestają rosnąć wraz z końcem wzrostu kości dziecka i pozostają stabilne.

### Opieka pooperacyjna
Często po operacji pacjent może powrócić do codziennych czynności, ale czasami – szczególnie kiedy nowotwór rozwijał się na kości obciążeniowej- zalecane jest unikanie intensywnej aktywności fizycznej, by leczenie mogło przebiegać prawidłowo.

## Klasyfikacja ICD10
| kod ICD10     | nazwa choroby                                          |
| ------------- | ------------------------------------------------------ |
| ICD-10: D16   | Nowotwór niezłośliwy kości i chrząstki stawowej        |
| ICD-10: D16.0 | Łopatka i kości długie kończyny górnej                 |
| ICD-10: D16.1 | Kości krótkie kończyny górnej                          |
| ICD-10: D16.2 | Kości długie kończyny dolnej                           |
| ICD-10: D16.3 | Kości krótkie kończyny dolnej                          |
| ICD-10: D16.4 | Kości czaszki i twarzy                                 |
| ICD-10: D16.5 | Żuchwa                                                 |
| ICD-10: D16.6 | Kości kręgosłupa                                       |
| ICD-10: D16.7 | Żebra, mostek i obojczyk                               |
| ICD-10: D16.8 | Kości miednicy, kość krzyżowa i guziczna               |
| ICD-10: D16.9 | Kości i chrząstki stawowe, umiejscowienie nieokreślone |

Przeczytaj ostrzeżenie dotyczące informacji medycznych i pokrewnych zamieszczonych w Wikipedii.